# Catedral de Catania
La catedral de Catania, con advocación a Santa Águeda, es una iglesia de Catania, Sicilia, sur de Italia.

## Historia

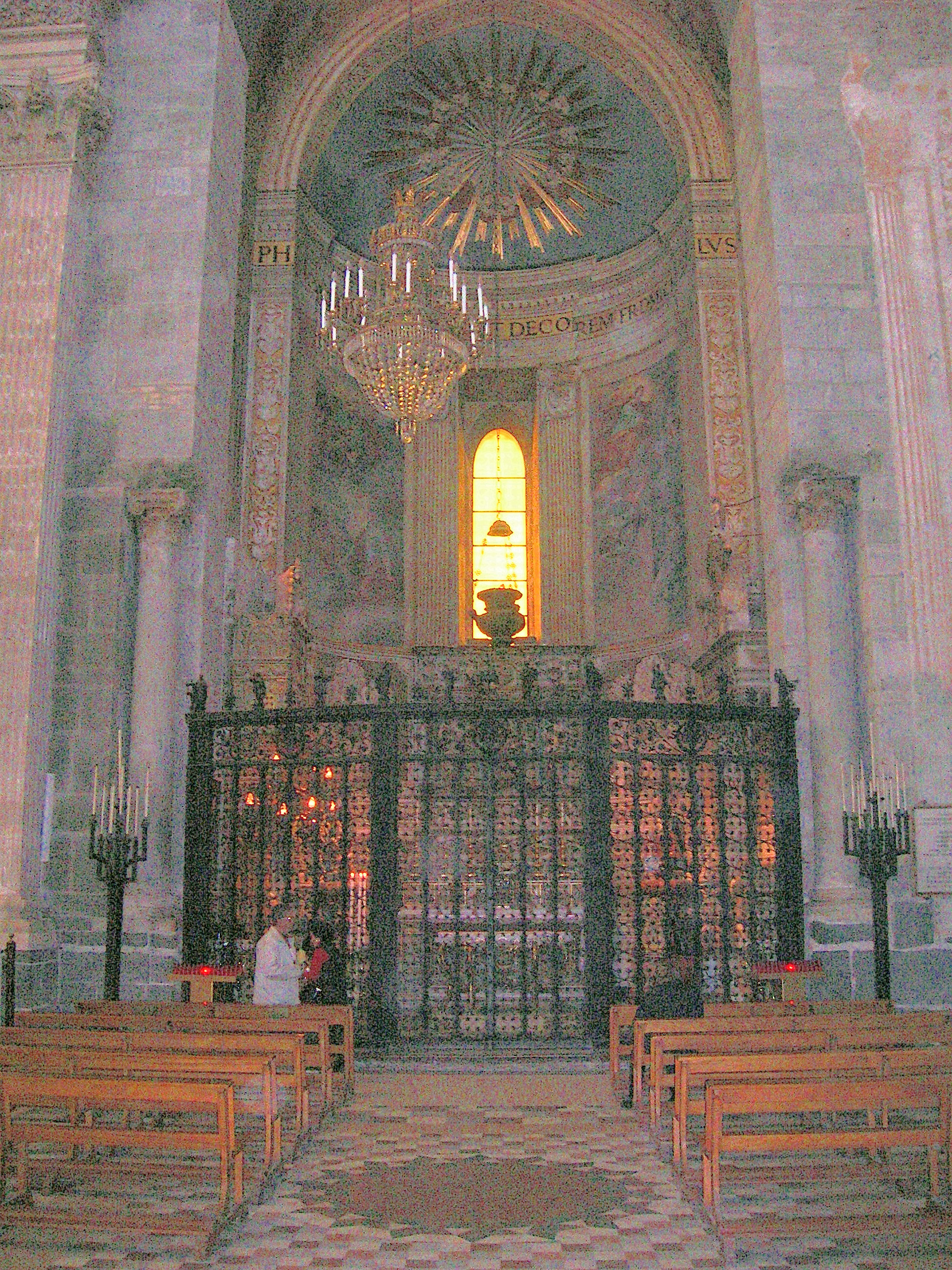
Capilla de Santa Águeda.

La iglesia ha sido destruida y reconstruida varias veces debido a terremotos y a las erupciones del cercano volcán Etna. Fue construida originalmente en 1078-1093, sobre las ruinas de los antiguos baños termales romanos, por orden de Roger I de Sicilia, que había conquistado la ciudad desde el emirato islámico de Sicilia. En el momento en que tenía la apariencia de una iglesia fortificada (ecclesia Munita).
La torre del campanario es obra de Carmelo Sciuto Patti.
En 1169 fue casi totalmente destruida por un terremoto, dejando sólo la zona del ábside intacta. El daño adicional fue producido por un incendio en ese mismo año, pero el evento más catastrófico fue el terremoto de 1693, que a su vez lo dejó todo en ruinas. Fue reconstruida posteriormente en estilo barroco.
Hoy en día, los rastros del original edificio normando son parte del crucero, las dos torres y los tres ábsides semicirculares, compuestos por grandes piedras de lava, la mayoría de ellos recuperados de los edificios romanos imperiales.

## Exterior
La cúpula se remonta a 1802. El campanario fue erigido originalmente en 1387, con una altura de unos 70 metros. En 1662 se añadió un reloj, la estructura llegó a 90 metros. Después de la destrucción de 1693 fue reconstruida, con la adición de una campana de 7,5 toneladas, la tercera más grande en Italia, después de la de la Basílica de San Pedro y la del Duomo de Milán.

## Galería de imágenes

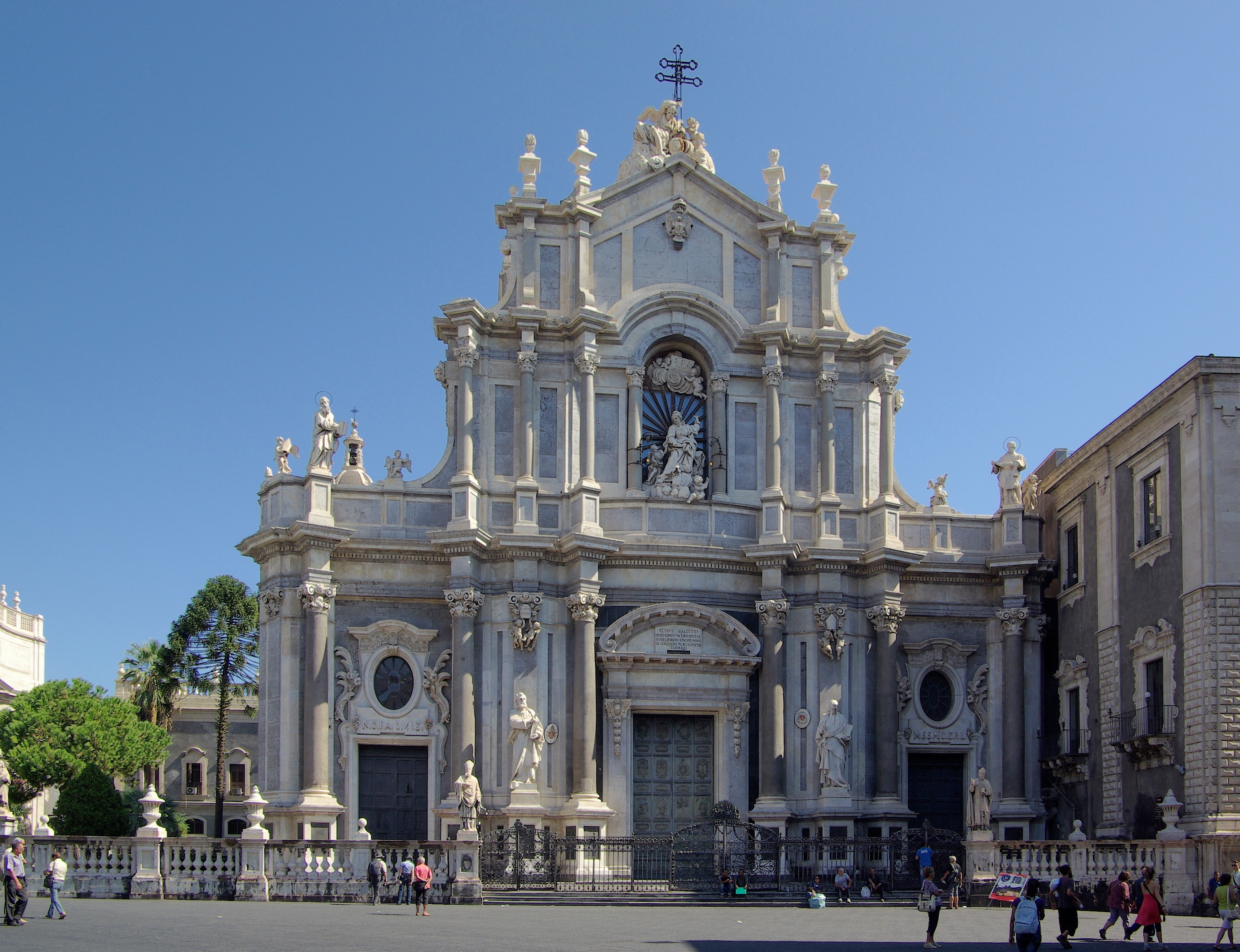
Fachada frontal entera.
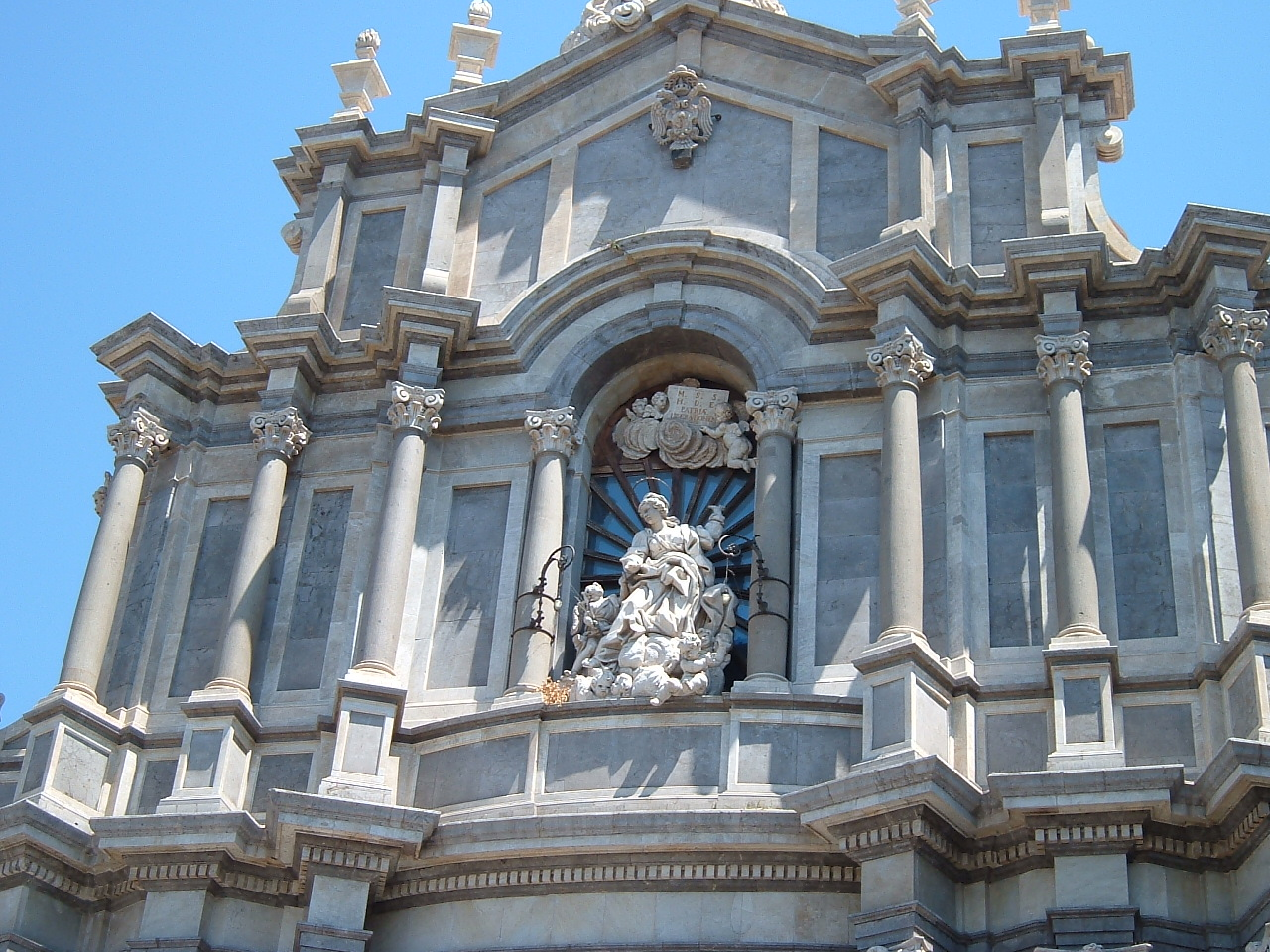
Fachada frontal.
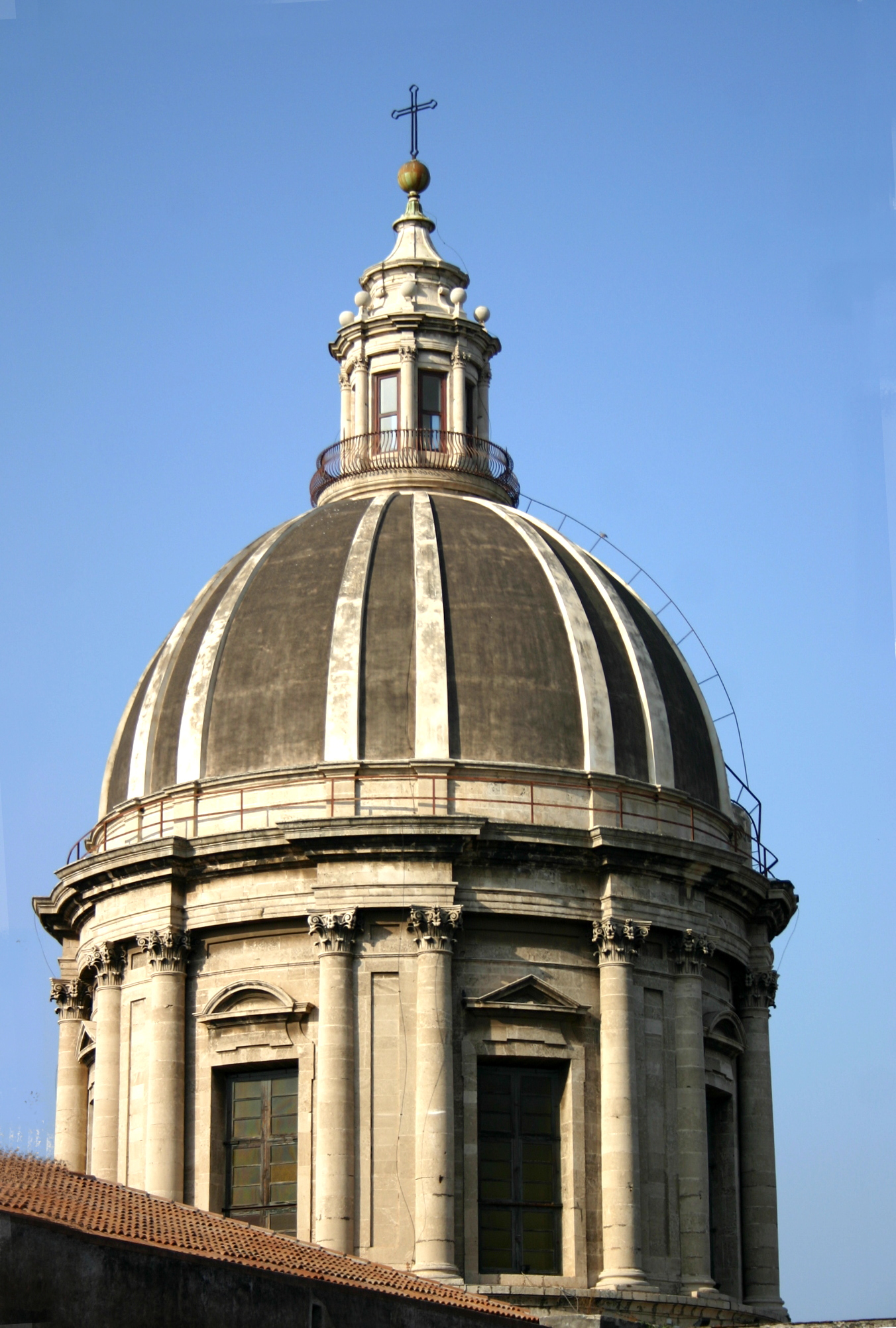
La cúpula.
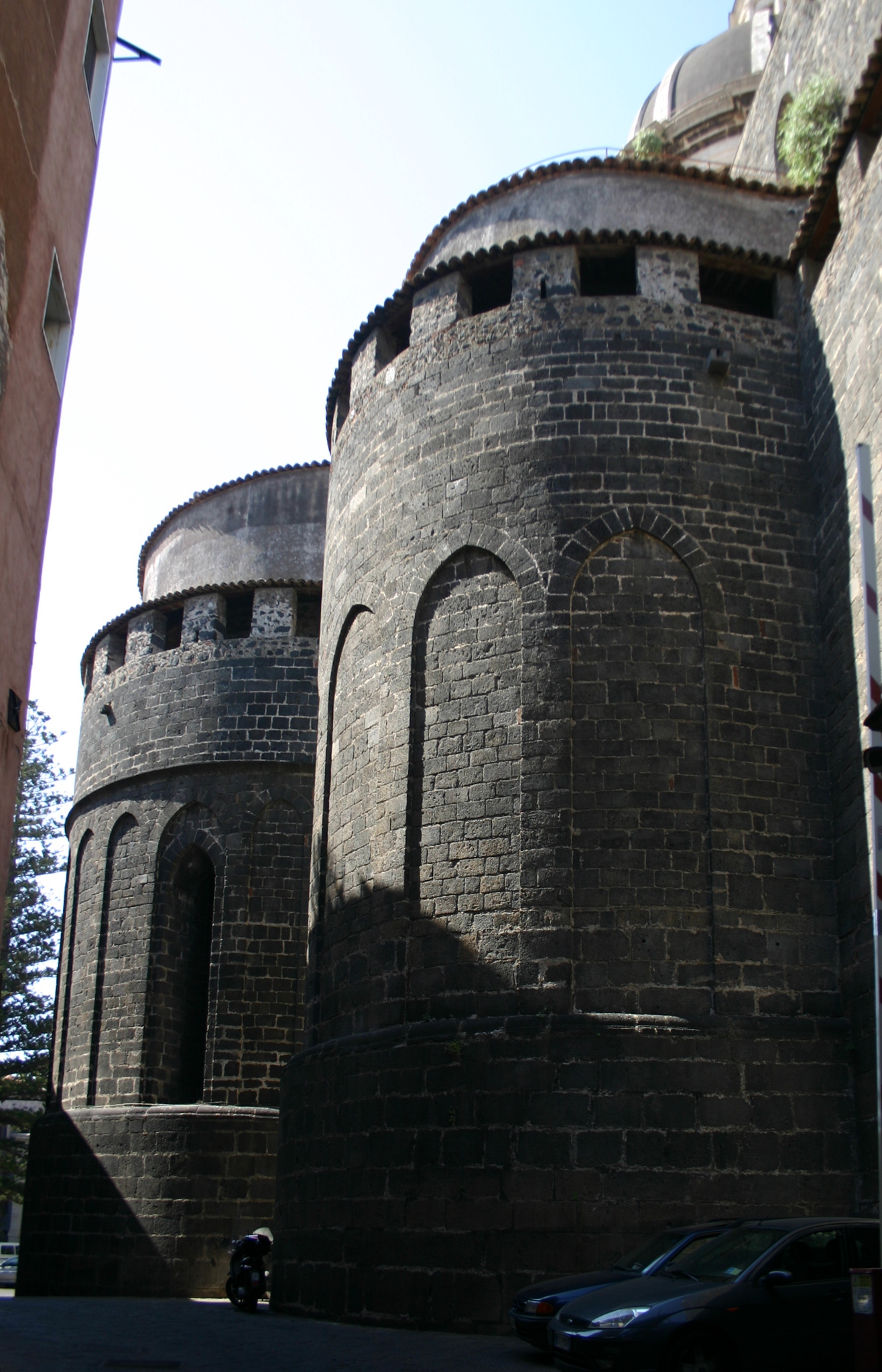
Los ábsides normandos (1094).
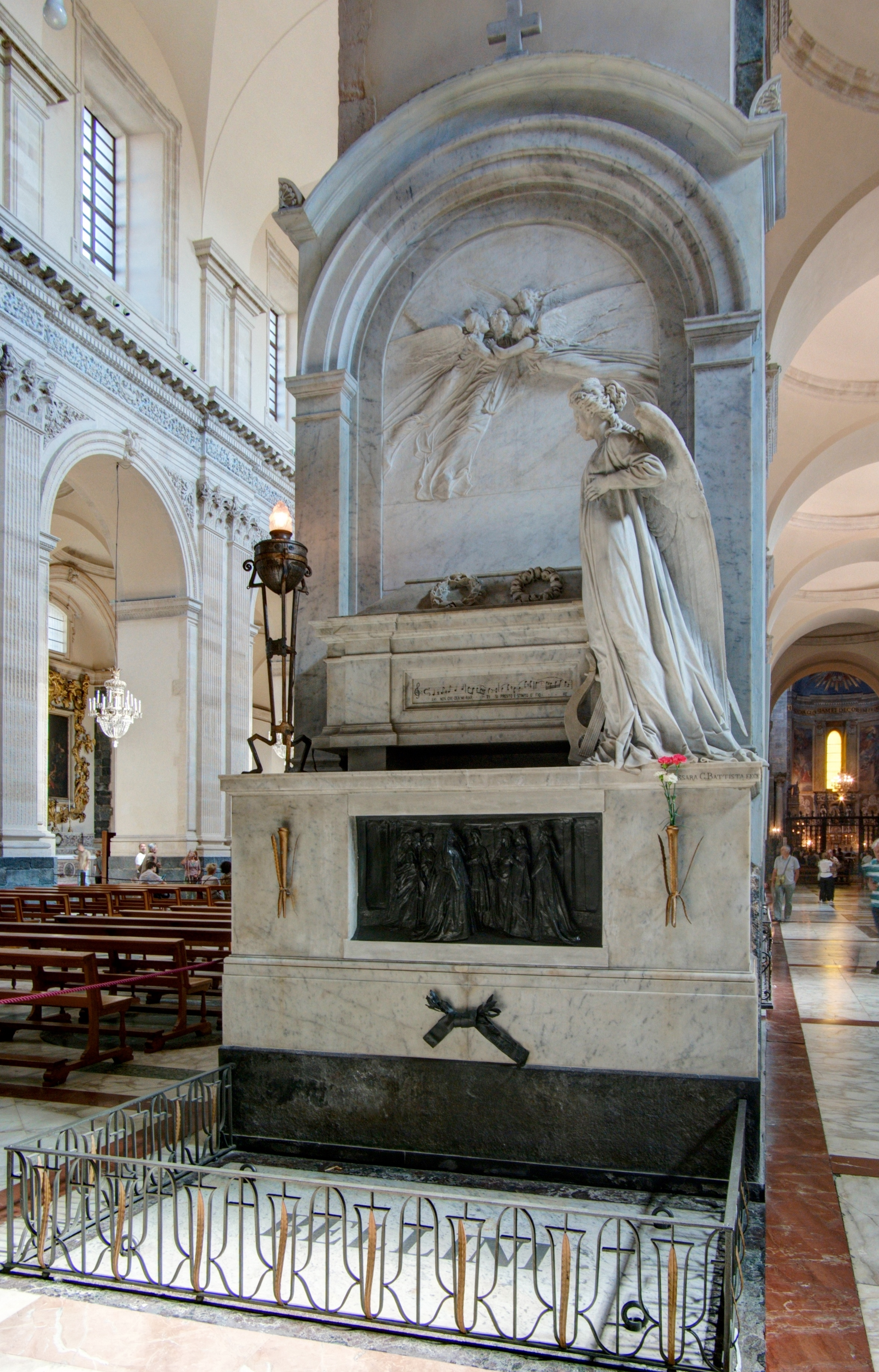
Tumba de Vincenzo Bellini.
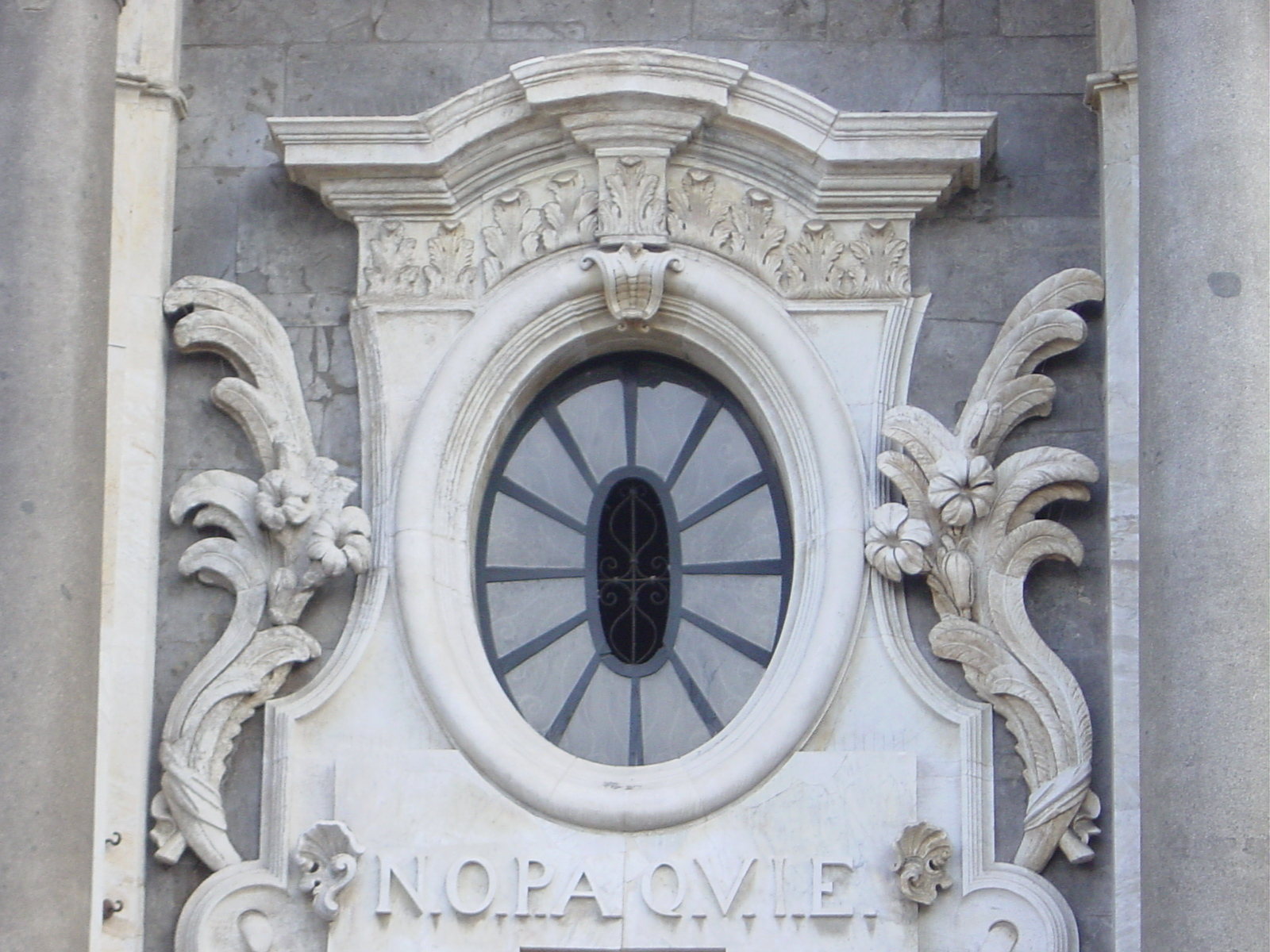
La ventana barroca de la izquierda con el acrónimo NOPAQVIE.